# Aleksandr Mieńkow
Aleksandr Aleksandrowicz Mieńkow (ros. Александр Александрович Меньков; ur. 7 grudnia 1990 w Minusińsku) – rosyjski lekkoatleta specjalizujący się w skoku w dal.
W 2009 został mistrzem Europy juniorów oraz bez sukcesów startował w światowym czempionacie. Młodzieżowy mistrz Europy z 2011, w tym samym roku był także 6. podczas seniorskich mistrzostw świata. Medalista mistrzostw Rosji oraz reprezentant kraju w drużynowych mistrzostwach Starego Kontynentu.
Zwycięzca łącznej punktacji Diamentowej Ligi 2012 w skoku w dal.
Mistrz świata z 2013 roku z Moskwy. Zwycięzca łącznej punktacji Diamentowej Ligi 2013 w skoku w dal.
Rekordy życiowe: stadion – 8,56 (16 sierpnia 2013, Moskwa); hala – 8,31 (3 marca 2013, Göteborg). 5 czerwca 2009 z wynikiem 8,16 ustanowił rekord Rosji juniorów.

## Osiągnięcia
| Rok  | Impreza                                 | Miejsce    | Lokata            | Wynik |
| ---- | --------------------------------------- | ---------- | ----------------- | ----- |
| 2009 | Superliga drużynowych mistrzostw Europy | Leiria     | 6. miejsce        | 7,78  |
| 2009 | Mistrzostwa Europy juniorów             | Nowy Sad   | 1. miejsce        | 7,98  |
| 2009 | Mistrzostwa świata                      | Berlin     | el. – 32. miejsce | 7,72  |
| 2011 | Superliga drużynowych mistrzostw Europy | Sztokholm  | 1. miejsce        | 8,20  |
| 2011 | Młodzieżowe mistrzostwa Europy          | Ostrawa    | 1. miejsce        | 8,08  |
| 2011 | Mistrzostwa świata                      | Daegu      | 6. miejsce        | 8,19  |
| 2011 | DécaNation                              | Nicea      | 1. miejsce        | 8,20  |
| 2012 | Halowe mistrzostwa świata               | Stambuł    | 3. miejsce        | 8,22  |
| 2012 | Igrzyska olimpijskie                    | Londyn     | 11. miejsce       | 7,78  |
| 2013 | Halowe mistrzostwa Europy               | Göteborg   | 1. miejsce        | 8,31  |
| 2013 | Superliga drużynowych mistrzostw Europy | Gateshead  | 1. miejsce        | 8,36  |
| 2013 | Uniwersjada                             | Kazań      | 2. miejsce        | 8,42  |
| 2013 | Mistrzostwa świata                      | Moskwa     | 1. miejsce        | 8,56  |
| 2014 | Halowe mistrzostwa świata               | Sopot      | 5. miejsce        | 8,08  |
| 2014 | Mistrzostwa Europy                      | Zurych     | el. – 13. miejsce | 7,78  |
| 2015 | Superliga drużynowych mistrzostw Europy | Czeboksary | 1. miejsce        | 8,26  |
| 2015 | Mistrzostwa świata                      | Pekin      | 6. miejsce        | 8,02  |
| 2017 | Mistrzostwa świata                      | Londyn     | 4. miejsce        | 8,27  |